# Botanická zahrada při VOŠ a SZeŠ v Táboře
Botanická zahrada při VOŠ a SZeŠ v Táboře je botanická zahrada, která se nachází v městě Tábor. V zahradě rostou nejen rostliny z ČR, ale i evropské a zámořské dřeviny. V zahradě bylo v roce 1977 pěstováno na ploše 2,5 ha až 4000 druhů rostlin.  

## Historie
Táborská botanická zahrada byla založena v roce 1866 jako jedna z prvních botanických zahrad v Čechách, při Královské české vyšší hospodářské a průmyslové zemské škole v Táboře (dnes VOŠ a SZeŠ), zřízené usnesením zemského sněmu království Českého ze dne 17. 2. 1866. Při založení měřila botanická zahrada 3 626 m² a obsahovala sbírky kulturních rostlin. K pokusům a zkouškám kulturních rostlin byla zřízena pokusná a zkušební pole. Po několika letech existence botanické zahrady v ní bylo pěstováno již přes 1 000 druhů a odrůd rostlin. Po druhé světové válce byl vybudován nový expoziční a pomocný skleník, založen botanický systém a rozšířeny plochy okrasných rostlin.
V osmdesátých letech byla budována stanoviště, která se věnovala flóře Šumavy a jižních Čech. V roce 1975 došlo k násilnému přetnutí botanické zahrady komunikací, která na dobu přechodnou tří až pěti let měla zajistit průjezdnost Táborem. V roce 1988 Městský národní výbor naplánoval v její bezprostřední blízkosti výstavbu výrobny polotovarů, smažírnu a udírnu. Silný odpor veřejnosti způsobil zrušení plánu. V roce 1990 podpisy podpořilo mnoho občanů Tábora opětovné scelení botanické zahrady a komunikace, která umožnila dočasný průjezd botanickou zahradou byla poté zrušena. Nová komunikace trasovaná přes botanickou zahradu se objevila v plánech již v roce 1992. Po mnoha obstrukcích ze strany státní správy bylo uspořádáno referendum, které rozhodlo o zachování botanické zahrady.
V roce 1994 byla zahrada prohlášena za významný krajinný prvek a v roce 2000 za kulturní památku.

## Uspořádání
Hlavní částí je hospodářský systém. Rostlin jsou seřazeny podle hospodářského významu na obilniny, trávy, okopaniny, pícniny, zeleniny, přadné rostliny a další skupiny.
V arboretu jsou zastoupeny keře a stromy z ČR i jiných zemí světa. Součástí úpravy je jezírko a skalka. Ze tří skleníků se subtropickou a pouštní flórou jsou dva přístupné veřejnosti.

## Návštěva
Od dubna do října otevřeno od 7:00 do 16:30 hod, od listopadu do března od 7:00 do 16:00 hod. Botanická zahrada také pořádá pravidelně výstavy. 